# George Karpati
Pour les articles homonymes, voir Karpati.
George Karpati est un neurologue canadien né le 17 mai 1934 en Hongrie et mort le 6 février 2009 à Montréal.
Il a créé en 1967 le Groupe de recherche neuromusculaire à l'Institut de neurologie de Montréal de l'Université McGill.
Il a été le tout premier à démontrer que la dystrophine est logée dans la partie intérieure de la membrane cellulaire des fibres musculaires et qu'elle est absente chez les patients souffrant de la dystrophie musculaire de Duchenne.
Il a aussi été le premier à établir que le profil histochimique des fibres musculaires pouvait être transformé par le croisement des nerfs moteurs lents et rapides.

## Biographie
George Karpati,  neurologue et expert en maladies neuromusculaires, est né le 17 mai 1934 à Debrecen, en Hongrie. Il émigre au Canada en 1957 après avoir survécu à l’Holocauste. Il entreprend des études de médecine à l’Université Dalhousie à Halifax d’où il est par la suite diplômé , en 1960. Pendant 30 ans, il œuvre en pratique clinique, recherche et enseignement de la neurologie à l’Institut neurologique de Montréal (INM)  et  est parallèlement professeur de neurologie et neurochirurgie à l’Université McGill. L’éminent médecin se voit octroyer une  bourse en 1965 pour étudier aux National Institutes of Health à Bethesda dans le Maryland. En 1967, ce dernier crée le Groupe de recherche neuromusculaire à l’Institut neurologique de Montréal, lequel figure aujourd’hui parmi les centres de recherche les plus importants au monde dans ce domaine.
Médecin émérite, il maîtrise  la dystrophie musculaire de Duchenne, une forme de la maladie qui affecte les garçons, de plus  il a grandement contribué sur le plan scientifique  à la localisation de ladite maladie ainsi qu’à l’élaboration du principal mécanisme pathogène responsable de la dystrophie musculaire de Duchenne.
Par ailleurs, peu de temps avant sa mort, il travaillait sur deux avenues de traitement pour la dystrophie musculaire.
La première visait  à utiliser la thérapie génique dans le but de procurer un gène de dystrophine sain aux personnes qui n’en possèdent pas.
La deuxième avenue, quant à elle, consistait à accroître l’expression d’un autre gène, celui de l’utrophine, une substance très proche de la dystrophine. On la retrouve chez les personnes qui ont la DMD et la recherche a démontré que l’augmentation de son expression peut aider à traiter la maladie.
Les réalisations du Dr Karpati ont été largement soulignées. Il était Fellow de la Société royale du Canada (1999), admis à titre d’ officier de l’Ordre du Canada  en reconnaissance de ses « contributions marquantes en matière de dystrophie musculaire » (2001). Arrimons à ses autres distinctions, sa nomination en tant que chevalier de l’Ordre national du Québec (2005) et le statut de  membre de l’Académie des sciences de Hongrie qui lui fut décerné. Il a aussi reçu le Prix d’excellence de Dystrophie musculaire Canada pour l’ensemble de ses réalisations en recherche neuromusculaire et pratique clinique.

## Œuvres
Le docteur George  Karpati est l’auteur de deux ouvrages sur les maladies neuromusculaires : Disorders of Voluntary Muscle et
Disorders of Voluntary Muscle 8ed
il a également écrit une œuvre sur la pathologie du muscle : Pathology of Skeletal Muscle
De plus, Il a mené la publication de quatre ouvrages collectifs sur les maladies neuromusculaires et a signé l’un des textes les plus respectés dans sa discipline, « Walton’s Disorders of Voluntary Muscle ». Les résultats de ses recherches ont fait l’objet de plus de 300 articles originaux et rapports de synthèse.

## Distinctions
- 1999 - Membre de la Société royale du Canada
- 2001 - Officier de l'Ordre du Canada
- 2004 - Membre élu de l'Académie hongroise des sciences
- 2005 - Chevalier de l'Ordre national du Québec
- 2006 - Prix Wilder-Penfield